# Sony Ericsson Xperia Play
El Sony Ericsson Xperia Play es un teléfono inteligente de gama alta perteneciente a la marca Sony Ericsson de la serie Xperia. Este es el primer teléfono celular en contar con la Certificación de PlayStation y funciona bajo el sistema operativo Android 2.3 Gingerbread.
Este móvil fue anunciado en el Super Bowl el 6 de febrero del 2011. El 13 de febrero de 2011, en el Mobile World Congress (MWC) 2011, se confirmó que saldría a la venta en el mes de marzo del mismo año.
En Estados Unidos, el Xperia Play se comenzó a vender en Verizon y en AT&T. En México, estaba disponible por la telefonía móvil Telcel. En el Reino Unido, empresas como O₂, Vodafone, Orange, T-Mobile y Three confirmaron la venta de este artículo. En Canadá, el servicio es exclusivamente por Rogers Wireless.

## Historia
Su fecha de lanzamiento fue el 1 de abril del 2011 en el Reino Unido y en España, el 26 de mayo en Estados Unidos, el 28 de abril en Canadá, en Indonesia el 29 de julio y el 18 de septiembre salió con la red 4G en AT&T.

## Características
El dispositivo es totalmente diferente al Xperia X10 debido a que se puede deslizar, siendo el único móvil en el mundo que posee una bandeja de teclas dedicadas exclusivamente a videojuegos esto es lo que lo hace único en su gama y lo que marca una gran diferencia con los demás teléfonos inteligentes del mercado, esto se debe a que la experiencia de juego es más realista y entretenida, teniendo un gran parecido a un PlayStation Portable Go en pocas palabras te ofrece lo mejor de ambos mundos ya sea como un teléfono inteligente o como una consola portable. Las características de este teléfono móvil son las siguientes:
- El deslizador cuenta con D-pad en la parte izquierda del aparato, y también contiene los botones de un control de PlayStation (, ,  y ) en el lado derecho, un touchpad rectangular en el medio, los botones "Start" y "Select" en la esquina derecha, un botón de opciones en la esquina izquierda, y los botones L1 y R1 en la parte de atrás del teléfono.[8]
- En la parte de delante del Teléfono inteligente, tiene una pantalla táctil, y abajo contiene cuatro botones, (Atrás, Opciones, Inicio y Búsqueda).
- CPU 1 GHz Scorpion ARMv7
- Qualcomm Snapdragon MSM8x55 chipset
- Adreno 205 GPU 245 MHz
- Pantalla de 4 pulgadas con una resolución de 480x854 píxeles y 16.777.216 colores.
- Cámara de 5.1MP con flash led.
- Cámara Frontal VGA
- Memoria RAM de 512MB.
- Memoria interna de 400MB (expandible hasta 32GB por medio de microSD).
- Salida de audio Jack (conector) 3.5 mm.
- Sistema Operativo Android 2.3 Gingerbread con actualización a Android 4.0

## Software

### PlayStation Suite
Este teléfono móvil cuenta con los gráficos parecidos a los de PlayStation Portable y los juegos se podrán descargar por medio de PlayStation Suite. La interfaz de XrossMediaBar fue renovada por la de un PlayStation Portable. También se pueden descargar juegos por medio Android Market. Gracias a Playstation Pocket, podremos utilizar en este dispositivo juegos del PlayStation original. Los precios rondarían por los $10.

### Anuncio oficial
El 6 de febrero del 2011, Sony Ericsson creó el evento del lanzamiento del Xperia Play en la página oficial de Facebook y el 13 de febrero del mismo año, se anunciaron los detalles.

### Actualizaciones de Android
Inicialmente salió con android 2.3.2 Gingerbread
El 8 de septiembre del 2011, Sony Ericsson confirmó que el Xperia Play contará con una actualización disponible de Android 4.0 Ice Cream Sandwich. La información complementaria de esta actualización se anunció el 15 de noviembre del mismo año. Sin embargo, el portal oficial de Sony canceló esta actualización, argumentando que no podían garantizar una experincia consistente y estable con Ice Cream Sandwich, sobre todo con respecto a los juegos.
Asimismo, hubo un contrato con la empresa Mojang (empresa más conocida por el juego Minecraft) para hacer el primer Minecraft PE para Android, pero solo era para Xperia Play porque el contrato era exclusivo.
Sony Ericsson "patrocinó" actualizaciones hasta Android© 2.3.4 Gingerbread, pero hasta el momento no ha recibido más actualizaciones.